# The Bonny Situation
The Bonny Situation war eine deutsche Alternative-Rock-Band aus Duisburg. Der Name ist eine Anspielung auf die Episode „The Bonnie Situation“ aus Quentin Tarantinos Film Pulp Fiction.

## Geschichte
Die 2004 gegründete Band tourte noch im selben Jahr mit dem Produzenten Micki Meuser im Rahmen des Euro-Rock-Bandcontests durch Großbritannien, die Niederlande und Deutschland. 2005 folgte das erste selbstproduzierte Album Still Another Day to Come. Nach einem Jahr mit Konzerten im Vorprogramm von Bands wie Die Happy, Revolverheld und Die Apokalyptischen Reiter wurde 2007 die Le-Fink-EP veröffentlicht. Im selben Jahr erschien eine 3-Track Live-DVD. The Bonny Situation schlossen 2008 einen Management- und Bookingvertrag mit 42Talent ab. Sie spielten auf Festivals wie dem Olgas Rock, der C/o pop und Bochum Total. Ende des Jahres erschien auf dem eigenen Label, Le Fink Records, im Februar die EP Two Lazy Apes und am 5. Dezember 2008 das Album Music for A&Rs. Auch in diesem Jahr spielte die Band wieder auf Festivals wie dem Freefall-Festival in Moers oder dem Spack!-Festival in Wirges. Ende 2009 erschien das erste Live-Album, welches das Release-Konzert des zweiten Albums zeigt. Im März 2010 erschien ihr drittes Studioalbum, ein Konzeptalbum mit dem Namen Robot Says I Love You. Im selben Jahr nahm der Sänger an Stefan Raabs Castingshow Unser Star für Oslo teil und schaffte es unter die letzten 20. 2010 verließ Gitarrist „Alex Martini White“ die Band, um sich seinem Soloprojekt „Mobilée“ zu widmen. Im Dezember 2010 bot die Band ihr Musik zum freien Download an. Im Juni 2011 erschien das Best-of-Album „Passengers 2007-2011“, die Single „Neonriverboat“ und im August 2011 die Single „Wave Goodbye“. Am 8. August 2012 veröffentlichte The Bonny Situation noch eine weitere EP – die „Drumbeat EP“.

## Diskografie

### Alben
- Still Another Day to Come (2005)
- Music for A & Rs (2008) (Le Fink Records)
- Robot Says I Love You (2010) (Le Fink Records)
- Passengers 2007-2011 (2011) (Le Fink Records)
- Renaissance (2015)

### Singles und EPs
- Le Fink EP (2007)
- Two Lazy Apes EP (2008) (Le Fink Records)
- Defense of the Ancients (2009) (Le Fink Records)
- neonriverboat (2010) (Le Fink Records)
- MU51C F0R R080T1C 4P35: Vol.1 (2011) (Le Fink Records)
- Wave Goodbye (2011) (Le Fink Records)
- Drumbeat EP (2012) (Klangspeicher Musikverlag)

### Sonstige
- DVD Live at Hundertmeister (2007)
- Ashes & Rubbish Live (2009) (Le Fink Records)

## Trivia
- 2009 schrieb die Band einen Song für das Computerspiel Defense of the Ancients.
- Still Another Day to Come wurde im Metal Hammer 2005 zur Platte des Monats gewählt.